# 바르셀로네타 해변

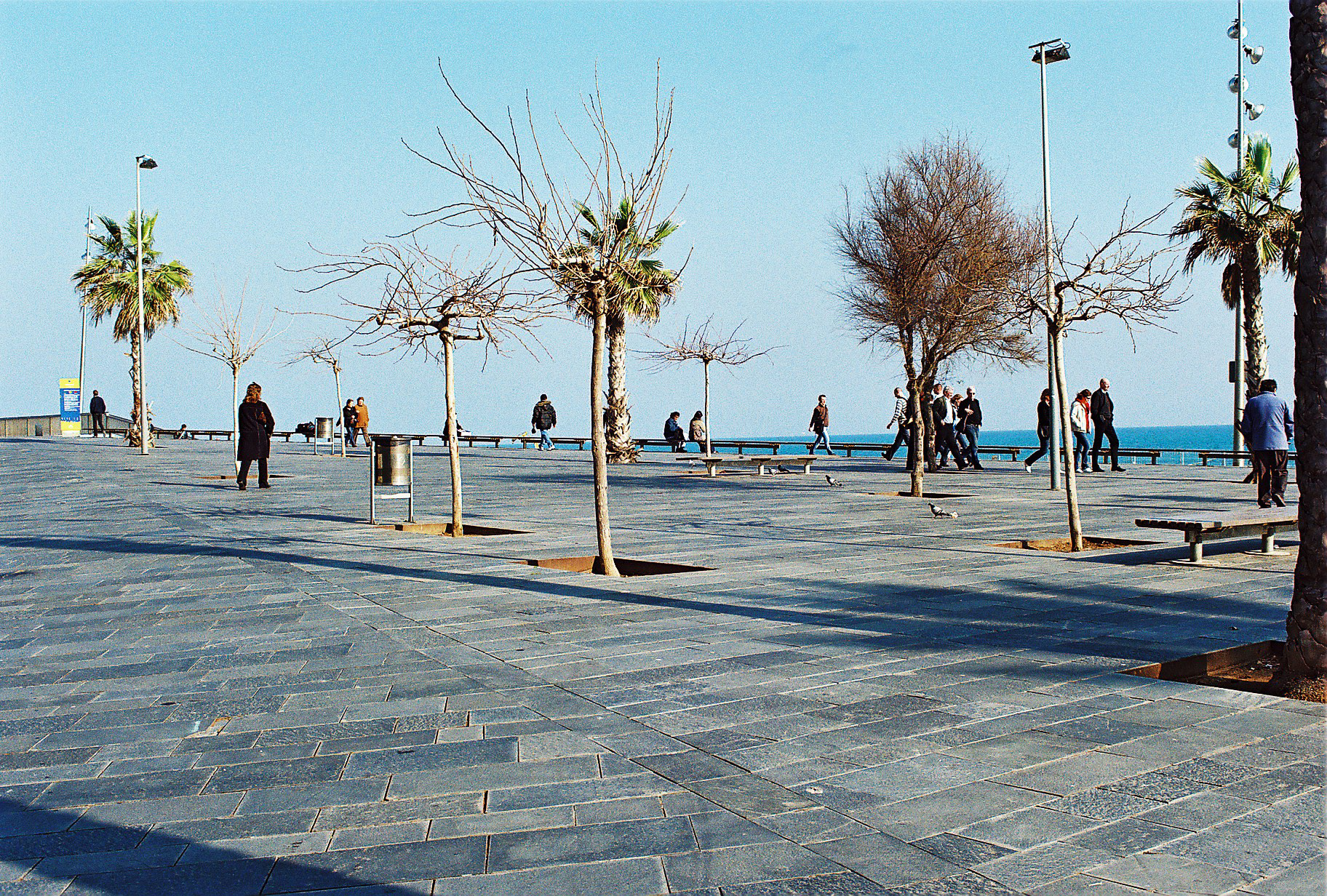
바르셀로네타 해변

바로셀로네타 해변(Playa de la Barceloneta)는 스페인 바르셀로네타의 해변이다.